# Can Tintorer (Anglès)
|  | Per a altres significats, vegeu «Can Tintorer (Gavà)». |

Can Tintorer és un edifici al municipi d'Anglès catalogat a l'Inventari del Patrimoni Arquitectònic de Catalunya. Casa de quatre plantes amb una coberta de dues aigües a façana, entre mitgeres al cantó esquerre del carrer d'Avall, al costat de la segona arcada amb pis superior que talla el carrer. Respon a la tipologia de casa medieval transformada.
La planta baixa té un sòcol de pedra de mig metre, un portal emmarcat de pedra i allindanat amb un arc rebaixat i la porta d'entrada dels pisos superiors, de doble llinda i amb reixa de ferro de tancament. El portal és actualment un establiment comercial dedicat a la perruqueria.
El primer i el segon pis tenen un balcó i una finestra en la mateixa situació a la façana, decorats amb senzilles reixes de ferro. Són obertures rectangulars emmarcades de pedra grisa i calcària de Girona.
Les golfes consten d'un badiu que té tres obertures en forma d'arc de mig punt, dues de les quals, les laterals, són més petites. Aquestes tenen una balustrada de rajol de tres peus motllurats. En canvi, l'obertura central de les golfes està mig tapada i conserva els suports necessaris per pujar i baixar mobles des del carrer amb una politja.
Tota la façana té les obertures emmarcades de pedra a excepció de les de les golfes, que simulen la pedra amb pintura. La reixa que hi ha entre les dues llindes de la porta d'accés als pisos superiors porta la data de 1850, que és quan, presumiblement, es va transformar, reformar i ampliar l'habitatge d'origen medieval.